# Штукатур

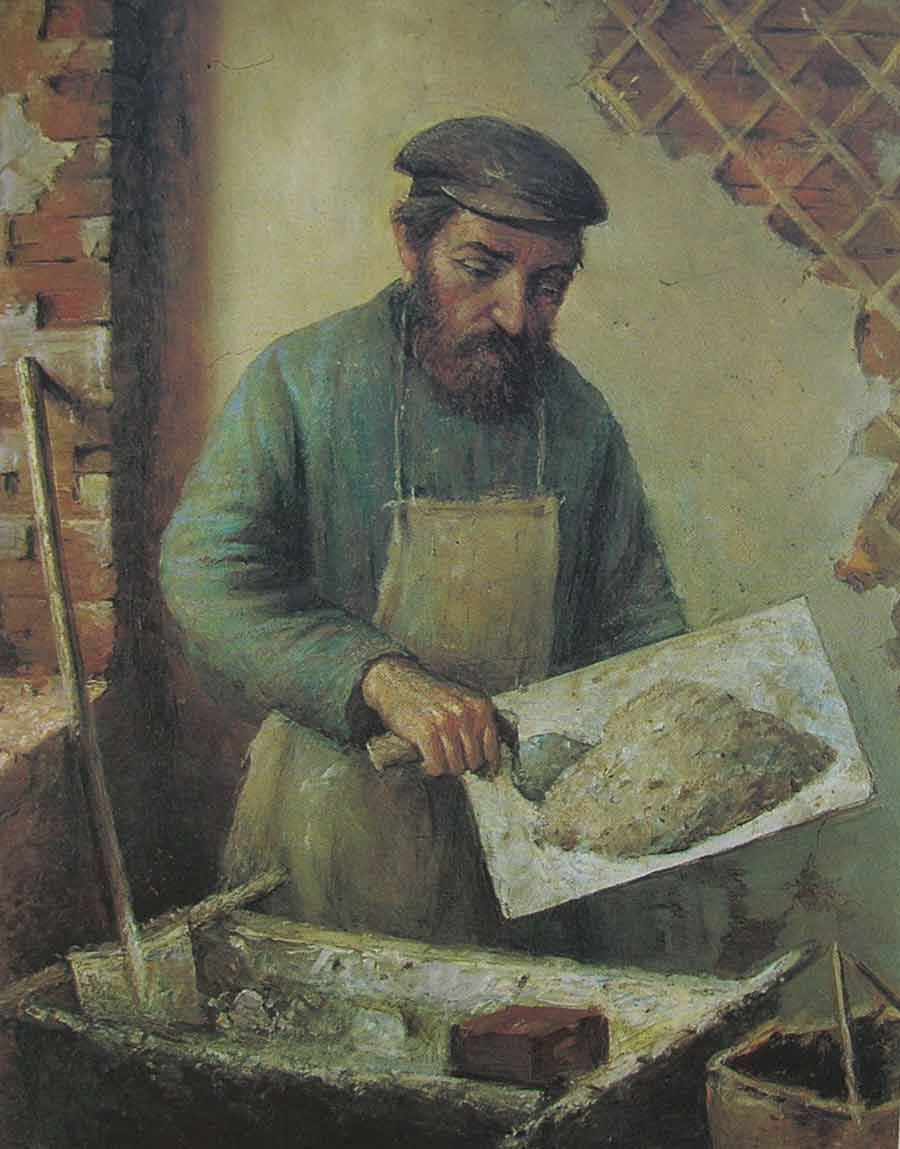
Єгуда Пен. «Єврей-штукатурник», 1920-ті

Штукату́р або тинька́р — будівельна професія, спеціаліст з лицювання фасадних і внутрішніх стін будинків спеціальними сумішами (цементно-піщаними, гіпсовими, тощо). В Україні цю професію вивчають у багатьох середньо-спеціальних закладах і на спеціальних курсах.

## Характеристика професії
Штукатурні роботи належать до великої групи обробних робіт, а професія штукатура займає особливе і дуже помітне місце серед інших будівельних професій. Робота штукатура полягає у виконанні вирівнювального або декоративного шару розчину (штукатурки або тиньку) на поверхнях стін, стель та інших конструкцій — штукатуренні (тинькуванні). Штукатурять поверхні як всередині приміщень, так і на фасадах. Штукатур готує поверхню до опорядження, готує розчин, наносить його вручну або механізованим способом на поверхню, розрівнює і затирає.

## Історія
Колись люди зводили свої будинки з метою захисту і створення умов для проживання. Приміщення, які опоряджували розчином по кам'яному муру, були теплішими, гарнішими і затишнішими. Оштукатурені поверхні можна було опорядити фарбами, шпалерами та іншими матеріалами. Тинькар також відповідав за виробництво цегли та черепиці. Процес створення цегли ручного формування до XIX століття був досить складним.

## Професійні знання та вміння
Повинен знати:
- склад та способи приготування декоративних розчинів, розчинів для штукатурки спеціального призначення та бетонів для торкретування;
- види та властивості сповільнювачів та прискорювачів тужавіння;
- властивості розчинів з хімічними домішками (хлористі розчини, розчини з додаванням поташу, хлористого кальцію) та правила користування ними;
- способи виконання поліпшеної штукатурки;
- способи промаячування поверхонь;
- будову розчинонасосів, цемент-гармат та форсунок до них;
- будову затиральних машин;
- вимоги до якості штукатурних робіт;
- способи механізованого нанесення розчинів й торкретування поверхонь.

Повинен уміти:
- виконувати роботи середньої складності під час штукатурення поверхонь та ремонту штукатурки.

## Класифікація професії
За Національний класифікатором України «Класифікатор професій — 2007» штукатури мають коди:
- 7133 Штукатури.
- 7133.2 Штукатури (на роботах середньої кваліфікації).

## Інструменти
| Фото | Назва                                 | Опис |
| ---- | ------------------------------------- | --- |
|      | Кельма                                | Інструмент для нанесення розчину невеличкими порціями і первісного розрівнювання                                                                                                  |
|      | Сокіл                                 | Щиток з дерева або металу, розміром 40×40 см, споряджений короткою ручкою знизу. Призначений для перенесення невеличких порцій розчину                                            |
|      | Штукатурський ківшик                  | Металева ємність, якою забирають розчин з ящика і накидують на поверхню. Має вигляд глибокої сковорідки, спорядженої дерев'яною ручкою                                            |
|      | Тертка                                | Широка коротка дошка, споряджена ручкою. Її застосовують для остаточного розгладжування штукатурки                                                                                |
|      | Напівтерок                            | Вузька дерев'яна рейка або пластикова (пінопластова, металева) пластина 40-80 см завдовжки, споряджена ручкою. Призначена для первісного розрівнювання та розгладжування розчину  |
|      | Гладилка                              | Металевий щиток, споряджений ручкою. За її допомогою проводять залізнення — ущільнення поверхневого шару штукатурки                                                               |
|      | Ємність для розчину                   | Призначена для приготування розчину. Залежно від обсягів робіт, може мати різні розміри                                                                                           |
|      | Маяки                                 | Смуги металевого профілю. Призначені для додержання пласкості і рівномірної товщини шару штукатурки                                                                               |
|      | Причальний шнур                       | Кручений шнур 1, 5 — 3 мм завтовшки. Вживають для влаштування «павука» — приладу для встановлення маяків                                                                          |
|      | Малярна стрічка                       | Призначена для захисту суміжних поверхонь (плінтусів, одвірків, віконних скосів), а також для розмітки                                                                            |
|      | Висок                                 | Прилад для перевіряння пласкості відштукатуреного муру |
|      | Рівень                                | Застосовують під час встановлення маяків |
|      | Кутник                                | Використовують під час встановлення кутових і скісних маяків. Може бути зроблений як з дерева, так і з металу. Відрізнюється від столярного кутника розмірами й висувною планокою |
|      | Прави́ло                               | Відфугований дерев'яний брусок або алюмінієвий профіль 1,2 — 2 м завдовжки. За його допомогою вирівнюють розчин по маяках                                                         |
|      | Молоток-кирочка                       | Призначений для нанесення насічок на стіну перед тинькуванням, а також для вирівнювання помітних нерівностей, що залишилися після мурування (монтажу).                            |
|      | Щітка-макловиця                       | Призначена для нанесення ґрунтовки на стіну перед тинькуванням |
|      | Штукатурна машинка                    | |
|      | Будівельна люлька (фасадний підіймач) | Призначається для тинькування зовнішніх стін будинків |